# Gel (col·loide)

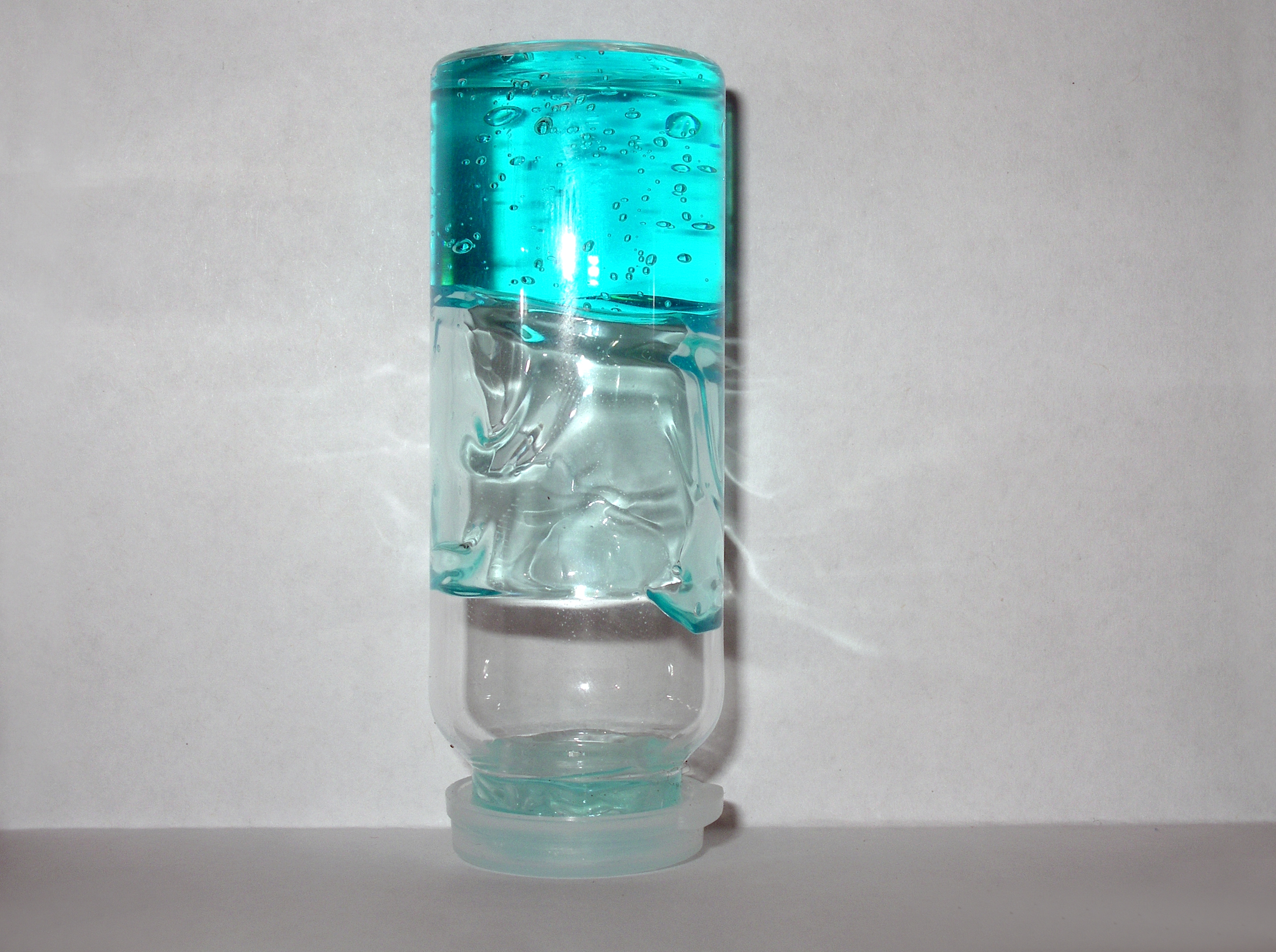
Un recipient amb gel de dutxa

Un gel és un material sòlid gelatinós considerat un col·loide. Els gels es defineixen com un sistema substancialment dissolt, el qual no exhibeix fluïdesa quan es troba en el seu estat estàtic. Per pes, els gels són principalment líquids, encara que es comporten com a sòlid per la seua xarxa tridimensional reticulada. És aquesta retícula en el fluid el que li dona al gel la seua estructura (duresa) i contribueix a fer que siga enganxós (adherència). D'aquesta manera, els gels són una dispersió de molècules o partícules dins un líquid en el qual el sòlid és la fase contínua i el líquid és la fase discontinua. Molts gels mostren tixotropia -esdevenen fluids quan se sacsegen, però es resolidifiquen quan queden quiets.

## Tipus

### Hidrogels
Hidrogel és una xarxa de cadenes de polímers que són hidròfiles, de vegades es troben com un gel col·loidal en el qual l'aigua és el medi de dispersió. Els hidrogels són molt absorbents químicament (poden contenir un 99,9% d'aigua). Els hidrogels també posseeixen un grau de flexibilitat molt similar al del teixit natural. Els usos comuns dels hidrogels inclouen:
- Usats com a bastida en l'enginyeria de teixits. En aquest cas poden contenir cèl·lules humanes per reparar el teixit.
- S'han usat capes d'hidrogel per al cultiu cel·lular[1]
- Gels intel·ligents. Aquests hidrogels tenen la capacitat de detectar canvis en el pH, de la temperatura, o de concentració de metabòlits i alliberar la seva càrrega com a resultat d'aquests canvis.
- Com a substància alliberadora de drogues de medicaments.
- Proporciona absorció en teixits necròtics.
- Els hidrogels que són responsables de molècules específiques, com la glucosa o els antígens, poden ser usats com biosensors, i també en DDS.
- Es fan servir en bolquers que absorbeixen orina o en tovallons sanitaris
- Lents de contacte
- Elèctrodes en electroencefalografia i electrocardiografia
- Explosius (Water Gel Explosives)
- Diagnòstic i administració de drogues rectals

Altres usos, menys comuns inclouen:
- Implants de pit
- En adhesius.
- Grànuls per mantenir la humitat del sòl en zones àrides
- Vestits per guarir de les cremades o altres ferides difícils de guarir.
- Reservoris en alliberament de drogues tòpiques transdèrmiques

Els ingredients comuns dels hidrogels són per exemple, alcohol polivinílic, poliacrilat de sodi, polímers d'acrilat i copolímers amb abundància de grups hidròfils.

### Organogels
Un organogel és un material sòlid termoreversible no vitri cristal·lí. Estan compostos d'una xarxa en tres dimensions líquida orgànica. El líquid pot ser, per exemple, un solvent orgànic, oli mineral o oli vegetal.
Els organogels tenen potencial per a ser usats en un gran nombre d'aplicacions com la dels productes farmacèutics, cosmètics, i conservació de l'art, i en aliments.

### Xerogels
Un xerogel és un gel sòlid obtingut per assecament. Els xerogels normalment retenen molta porositat (15-50%) i enorme àrea de superfície (150–900 m²/g), junt amb una mida petita de porus (1-10 nm). Un tipus de xerogel és l'aerogel.